# Laguna de Lemoa
A  Laguna de Lemoa  é um lago localizado na Guatemala, cuja cota de altitude se encontra nos 1935 m acima do nível do mar. Localiza-se no departamento de El Quiché, Município de Santa Cruz del Quiché.